# Pazo de Tovar
El pazo de Tovar o fortaleza de Tovar, también conocido como castillo de Tovar, es una edificación que data aproximadamente del siglo XII y se encuentra en Pacio de Tovar, parroquia de Santo Tome de Lourenzá, concello de Lorenzana, provincia de Lugo, España.

## Torre de Canedo
Los primeros documentos que podemos encontrar sobre esta emblemática edificación datan de finales del siglo XII y se refieren a ella como Torre de Canedo.
A medida que avanzamos en el tiempo, los documentos encontrados nos indican el progresivo deterioro de su estado. En los últimos escritos que hacen referencia a este edificio como torre, esta es descrita como una vieja torre con un estado bastante deplorable.

## Fortaleza de Tovar
A principios del siglo XVI, D. Antonio de Tovar, pariente cercano de Pardo de Cela comienza a construir una fortaleza sobre la torre con un carácter menos defensivo; remodelando ésta al gusto de la época, con mayores ventanas para otorgar más luz al interior, en consonancia al resto del edificio, además de otros elementos decorativos para dar más importancia al conjunto.
La fortaleza la heredó Brianda de Tovar y Pimentel, pasando en 1548 a ser propiedad, por herencia, de los Vázquez de Seixas en la persona de Don Fernán, señor de San Paio de Narla, Condes, Castillo das Seixas, y cotos anejos.
A partir de esta fecha, diferentes familias que vivieron en la fortaleza a lo largo del tiempo; la mayor parte como arrendatarios, llegando en momentos a vivir más de una familia en el inmueble al mismo tiempo. Todos estos inquilinos fueron dejando sus huellas en el edificio, siendo hoy un conjunto de todas ellas.

## Actualidad
En la actualidad el edificio ha sido restaurado, y puede ser visitado.